# Elecciones generales de Botsuana de 2004
Las elecciones generales de Botsuana de 2004 tuvieron lugar el 30 de octubre del mencionado año con el objetivo de renovar los 57 escaños electos de la Asamblea Nacional, ejerciendo estos sus funciones por el período 2004-2009 e invistiendo al presidente de la República. Se trató de los octavos comicios que tenían lugar en Botsuana desde la independencia del país del Reino Unido en 1966, y los novenos desde la instauración del sufragio universal. Se realizaron al mismo tiempo que las elecciones de gobierno local. Se empleó el sistema de escrutinio mayoritario uninominal y la edad mínima para votar fue de dieciocho años. Las elecciones fueron administradas por la Comisión Electoral Independiente (IEC).
Preocupados por la participación política persistentemente baja por parte de la población, el gobierno y las autoridades electorales impulsaron una campaña de registro que logró que un 61% de los botsuanos habilitados para votar se registraran, aunque la oposición denunció que el proceso de registro electoral evidenció fallos. El presidente Festus Mogae, del gobernante y dominante Partido Democrático de Botsuana (BDP), se presentó para un segundo y último mandato. El principal partido de la oposición, el Frente Nacional de Botsuana (BNF), renovó su liderazgo tras el retiro de Kenneth Koma (que decidió no presentarse a la reelección como parlamentario), eligiendo en su lugar a Otsweletse Moupo y llegó a un acuerdo con el Movimiento de la Alianza de Botsuana (BAM) y el Partido Popular de Botsuana (BPP) para concurrir a las elecciones juntos distribuyéndose los escaños y presentando un manifiesto conjunto, alianza que en público denominó simplemente PACT (literalmente «Pacto»). El Partido del Congreso de Botsuana (BCP), tercera fuerza nacional, hizo lo propio y concurrió a los comicios encabezado por Otlaadisa Koosaletse. La nominación vio al vicepresidente Ian Khama (hijo del expresidente Seretse Khama y más tarde sucesor de Mogae en la presidencia) retener el escaño de Serowe North sin oposición, constituyendo la instancia más reciente en la que una circunscripción parlamentaria no ha realizado elecciones por no presentare más que un candidato, y la primera vez que esto ocurría desde 1979.
Se trató de la primera elección desde la independencia de Botsuana en la que se permitió el monitoreo de misiones de observación internacional. La Comunidad de Desarrollo de África Austral, la Unión Africana, la Mancomunidad de Naciones y las Naciones Unidas enviaron delegaciones de observación que monitorearon el proceso en conjunto con los trabajadores capacitados por la Comisión Electoral.
Enfrentando una oposición profundamente divida (que dedicó gran parte de la campaña a atacarse mutuamente más que al oficialismo) y beneficiado por el sistema electoral uninominal, el BDP logró una amplia victoria con el 51,73% del voto popular y retuvo su mayoría calificada de dos tercios con 44 de los 57 escaños parlamentarios. El BNF retuvo el segundo puesto con un 26,06% de los votos y, gracias a la considerable ampliación del legislativo, duplicó su número de escaños triunfando en doce circunscripciones, pero todavía sin recuperarse respecto a su ruptura con el BCP en 1998 y con su líder, Moupo, fracasando en resultar electo en su circunscripción en Selibe Phikwe West. El «Pacto» entre el BNF, el BAM y el BPP sumó un 30,81% de las preferencias en conjunto. El BCP obtuvo el 16,62% de los votos, siendo el partido con mayor crecimiento en términos de voto popular, pero perdió su único escaño en la legislatura saliente, Okavango, y solo consiguió ganar una única circunscripción en Gaborone, en manos de Dumelang Saleshando. Dadas las derrotas de Moupo y Koosaletse y el hecho de que el presidente está constitucionalmente inhabilitado para ser miembro del Parlamento, el resultado implicó que por primera vez desde la independencia ninguno de los líderes de los partidos políticos en contienda resultara electo parlamentario. Los demás partidos y candidatos independientes no lograron representación parlamentaria, aunque algunos tuvieron notables desempeños en distritos particulares. La participación fue del 76,20% del electorado registrado.
Mogae prestó juramento para su segundo mandato ante el Tribunal Supremo el 2 de noviembre de 2004. Siguiendo las disposiciones constitucionales que limitaban la permanencia de un presidente en el poder a diez años, Mogae se retiró el 1 de abril de 2008, durante la legislatura siguiente, y fue sucedido por el vicepresidente Ian Khama.

## Antecedentes
Las elecciones de 1999 resultaron en un triunfo rotundo para el gobernante y dominante Partido Democrático de Botsuana (BDP), que se recuperó de la debacle sufrida en las elecciones de 1994 después de que el principal partido de la oposición, el Frente Nacional de Botsuana (BNF), experimentara un conflicto de liderazgo y se escindiera una facción para fundar el Partido del Congreso de Botsuana (BCP). La división persistente de los partidos opositores y la renovación del gobierno bajo el liderazgo de Festus Mogae garantizó la continuidad de la hegemonía del BDP. En la legislatura siguiente, los partidos opositores iniciaron procesos de reorganización interna. Finalizando una carrera política que databa desde la época la independencia y luego de casi veinte años al frente del BNF y de la oposición parlamentaria, Kenneth Koma confirmó su retiro. Michael Dingake abandonó también el liderazgo del BCP y fue sucedido por Otlaadisa Koosaletse. Koma no se presentó a la elección como miembro del Parlamento y abandonó el BNF, contribuyendo a fundar el Nuevo Frente Democrático (NDF), aunque su salud lo obligó a retirarse efectivamente de la actividad política. En el período previo a las elecciones, el BNF inició acercamientos con otros partidos opositores y logró acordar la distribución de escaños con el Movimiento de la Alianza de Botsuana (BAM) y el Partido Popular de Botsuana (BPP), pero no se llegó a acuerdos con el BCP.
El BNF celebró un Congreso para elegir a su nuevo líder el 25 de noviembre de 2001. La «Línea Partidaria», espacio encabezado por Koma, respaldó la candidatura de Peter Woto, mientras que una facción disidente, que adoptó el nombre de «Grupo Preocupado», presentó la candidatura de Otsweletse Moupo. Con un discurso crítico con el liderazgo saliente, Moupo obtuvo una aplastante victoria y su facción tomó el control del BNF. Este resultado provocó la salida de la facción de Koma del partido, que fundó el Nuevo Frente Democrático (NDF), presidido por Dick Bayford. Koma rechazó liderar el partido debido a su deteriorado estado de salud.
En el momento de las elecciones de 2004, la situación económica se consideró en general favorable. Botsuana llegó al siglo XXI con su PIB situado entre los más altos de África, y el país había logrado completar su transición de una de las naciones más pobres del mundo a un país de ingresos medios, beneficiándose de su amplia riqueza mineral. El principal problema que enfrentaba Botsuana fue la epidemia de VIH/sida, con la segunda tasa de infección más alta del mundo después de Suazilandia, llegando a un 37.3% de la población. Sin embargo, el relativamente fácil acceso a medicamentos antirretrovirales que prolongan la vida junto con una campaña para fomentar el autocuidado y la realización recurrente de análisis impulsada por el gobierno de Mogae, revitalizaron la popularidad del BDP en el período previo a los comicios. En contraposición con las visibles luchas internas de la oposición, el gobierno llegó cohesionado a los comicios y Mogae fue fácilmente reelecto como líder del partido por unanimidad en un Congreso en abril de 2004.
En 2003, la Comisión Electoral Independiente organizó un masivo rediseño del mapa electoral botsuano que creó hasta diecisiete circunscripciones electorales nuevas, hasta la fecha el rediseño más grande experimentado de una elección a otra, en general para aumentar la representación de las áreas urbanas. Mogae disolvió la Asamblea Nacional el 3 de septiembre de 2004 y anunció la fecha de las elecciones el 17 de septiembre.

## Sistema electoral
Los comicios se realizaron bajo la constitución vigente aprobada en 1966, y siguiendo los lineamientos de la ley electoral aprobada el 17 de mayo de 1968 con las reformas sancionadas en referéndum en 1997. De acuerdo con la misma, todo ciudadano botsuano mayor de dieciocho años puede registrarse para votar en las elecciones, siempre que estén inscritos en la lista electoral de su lugar de residencia y no tengan una condena de prisión que supere los seis meses. Las listas electorales se establecen en las oficinas de votación de los barrios una vez que los distritos electorales se hubiesen demarcado. Un elector solo puede votar en la circunscripción en la que está registrado. El sufragio es universal, optativo y secreto.
Todo ciudadano registrado como votante que fuere capaz demostrar un dominio oral y escrito suficiente del idioma inglés podría presentar su candidatura para diputado de la Asamblea Nacional. No podrían presentar su candidatura aquellos que incumplieran los requisitos, ni tampoco los miembros de la entidad tribal denominada Consejo de Jefes o los funcionarios públicos en ejercicio. 57 de los 63 escaños de la Asamblea Nacional son elegidos por medio de escrutinio mayoritario uninominal. Todo el territorio del país se encuentra dividido en cincuenta y siete circunscripciones (un incremento de diecisiete circunscripciones con respecto a la elección anterior), cada una de las cuales debe ser representada por un diputado, elegido por el electorado de dicha circunscripción a simple mayoría de votos. Cada candidatura a la Asamblea Nacional debe ser presentada por dos ciudadanos de la circunscripción que se disputará y respaldada por al menos otros siete. Un candidato no puede representar a más de una circunscripción.
El presidente de la República es elegido al mismo tiempo que la Asamblea Nacional bajo un sistema indirecto. Los candidatos a la Asamblea Nacional deben declarar su apoyo por un candidato presidencial, y el candidato que reciba los apoyos de la mayor cantidad de diputados electos será de este modo elegido presidente. Su mandato es renovado cuando se renueva la Asamblea Nacional. En caso de la vacancia de un cargo parlamentario durante el período legislativo, se realizarán elecciones parciales en dicha circunscripción bajo el mismo sistema electoral. El tiempo máximo que una persona puede ejercer la presidencia de la República es de diez años (equivalente a dos mandatos de cinco).
Después de las elecciones, otros cuatro miembros de la Asamblea Nacional son designados por los parlamentarios electos para representar intereses especiales. El presidente y el fiscal general de la República son miembros ex officio sin derecho a voto.

## Candidaturas

### Candidaturas presidenciales

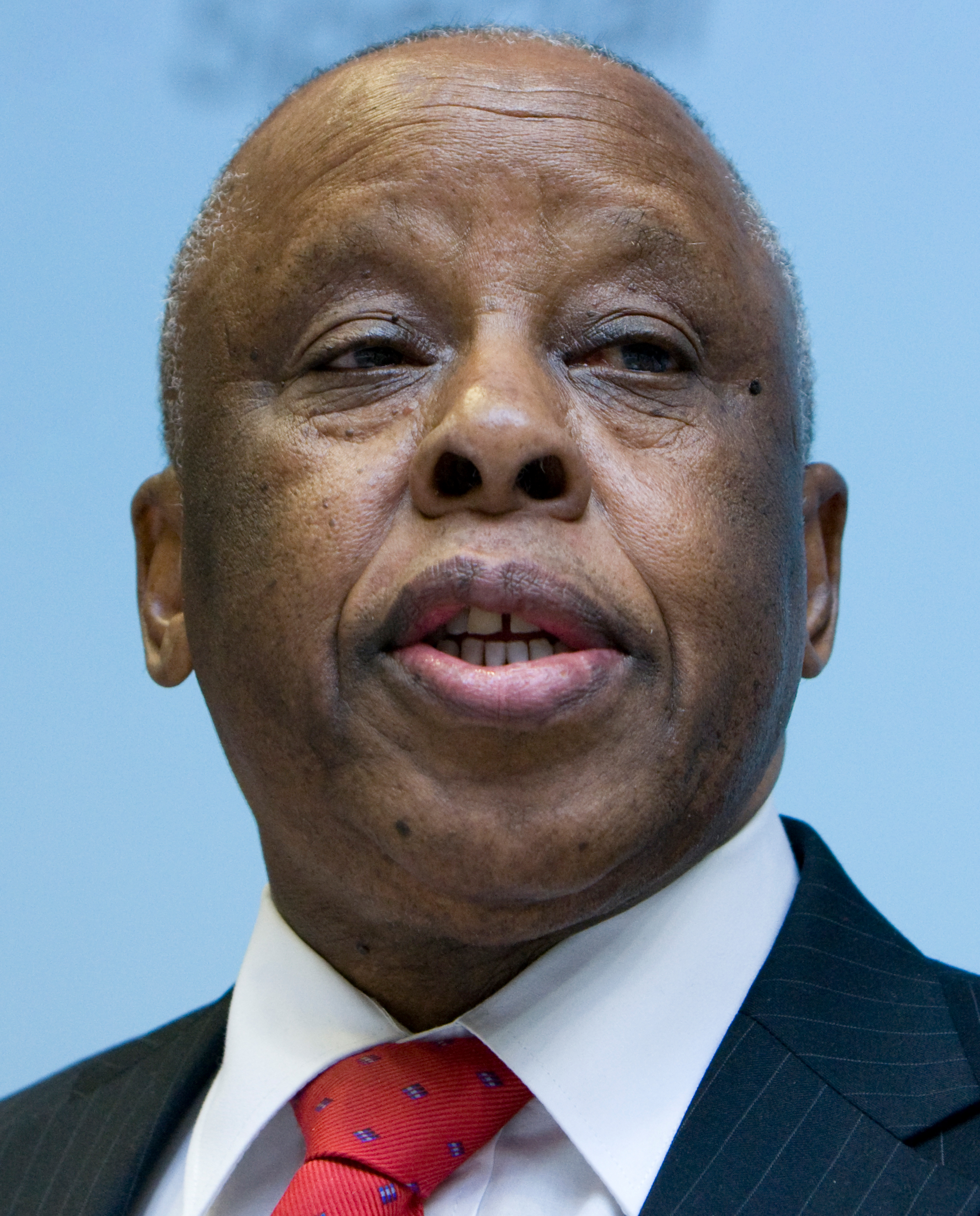
Festus Mogae lideró por segunda y última vez al Partido Democrático de Botsuana en estas elecciones.

Las nominaciones de candidaturas presidenciales fueron recogidas por el Jefe de Justicia, en calidad de Director de Escrutinio de Elecciones Presidenciales, el 25 de septiembre de 2004, en el edificio de la Corte Suprema en Lobatse. Cuatro líderes políticos presentaron sus documentos para postularse como candidatos presidenciales, recibiendo los cuatro la validación de la justicia.
| Candidato                                | Partido | Partido                                |
| ---------------------------------------- | ------- | -------------------------------------- |
| Otlaadisa Koosaletse                     |         | Partido del Congreso de Botsuana (BCP) |
| Festus Mogae                             |         | Partido Democrático de Botsuana (BDP)  |
| Otsweletse Moupo                         |         | Frente Nacional de Botsuana (BNF)      |
| Dick Bayford                             |         | Nuevo Frente Democrático (NDF)         |
| Fuente: Comisión Electoral Independiente |         |                                        |

### Candidaturas parlamentarias
Mientras tanto, el día de la nominación de candidatos para las elecciones a la Asamblea Nacional fue el 4 de octubre, al mismo tiempo que las nominaciones para las elecciones de gobierno local. Al igual que en todas las elecciones desde la independencia, el Partido Democrático de Botsuana fue la única fuerza que presentó candidatos en todas las cuarenta circunscripciones. El vicepresidente Ian Khama fue elegido sin oposición en la circunscripción de Serowe North, la primera vez desde 1979 en la que un candidato resultó electo automáticamente por no presentarse ningún oponente. El Partido del Congreso de Botsuana fue la fuerza opositora que más escaños disputó, con 50 candidatos, seguido por el Frente Nacional de Botsuana con 42. Fue la primera vez desde su fundación que el BNF no fue el partido opositor que más candidaturas presentó, aunque el Pacto del que formó parte con el Partido Popular de Botsuana y el Movimiento de la Alianza de Botsuana sí fue la segunda fuerza política con más candidaturas, con 54 aspirantes. El Nuevo Frente Democrático postuló 11 candidatos, y el Movimiento de la Alianza de Botsuana presentó 7.
El BDP fue el partido que más mujeres postuló como candidatas a la Asamblea Nacional, con un total de siete aspirantes, mientras que el BNF presentó tres y el BCP presentó dos.
|  | 100.00 % |

|  | 87.72 % |

|  | 73.68 % |

|  | 19.30 % |

|  | 12.28 % |

|  | 8.77 % |

|  | 7.02 % |

|  | 3.51 % |

## Campaña
La campaña de las elecciones de 2004 fue la primera en emplear el uso de vallas publicitarias, así como anuncios generalizados en televisión, radio y prensa. En un intento por evitar acusaciones de parcialidad, el gobierno permitió el acceso de la oposición a una variedad de medios. Sin embargo, los líderes opositores denunciaron que este acceso era escaso y que la cobertura a las actividades del oficialismo por parte de los medios fue mayor. Luego de una encuesta de dos meses, el Instituto de Medios de África Austral (MISA), determinó que más del 50% de la cobertura mediática había sido para el partido gobernante. Lo observadores internacionales consideraron en gran medida que la campaña fue abierta y transparente, y que los medios de comunicación privados habían tenido margen para criticar las acciones del oficialismo o cubrir escándalos en torno al partido gobernante, aunque reportaron algunas irregularidades menores.
El oficialismo centró su discurso en defender su historial de gobierno durante los años anteriores y prometer reformas en donde fuera necesario. La campaña del BDP fue directamente confrontativa para con los partidos opositores, lo que se vio reflejado en su manifiesto, lazando a mediados de 2004, cuyo lema era «There is Still No Alternative» («Todavía No Hay Alternativa»). Mogae criticó a la oposición por sus persistentes luchas internas, describiendo a estas como una evidencia de que no estaban listos para hacerse cargo del gobierno de Botsuana, y que el BDP era la única formación capaz de garantizar un gobierno estable. Mogae reconoció algunos de los problemas sociales y sanitarios del país, prometió a los votantes una mejor capacitación para que pudieran encontrar trabajo y una extensión de los suministros de agua y electricidad, así como enmendar todas las leyes que discriminaran a las mujeres. Respecto a al epidemia de VIH/sida, Mogae impulsó la realización de pruebas recurrentes para garantizar la prevención de la enfermedad, sometiéndose públicamente a una para animar a la población a hacerlo. La campaña también puso de manifiesto la inminente transición de liderazgo de cara a 2008, cuando Mogae tuviera que retirarse al cumplir diez años en la presidencia, no existiendo dudas para entonces de que el vicepresidente Ian Khama sería su sucesor. Debido a esto, la intervención de Khama en la campaña electoral fue elevada, en varios momentos eclipsando a la figura de Mogae.
El Pacto BNF-BAM-BPP lanzó un manifiesto conjunto bajo el lema «Together We Shall Deliver» («Juntos Cumpliremos»), criticando duramente la situación económica, política y social del país. El Pacto acusó al BDP de crear un «mito» sobre la prosperidad y la democracia en Botsuana, mientras el país enfrentaba grandes desigualdades y un sistema poco representativo, así como fuertemente dividido en términos de clase y etnia. El Pacto se comprometió a reemplazar el sistema de escrutinio mayoritario uninominal por uno de representación proporcional por listas para las elecciones de la Asamblea Nacional, e introducir la elección por voto popular directo del presidente de la República. En términos económicos y sociales, el Pacto hizo campaña enfocándose en la reducción de la pobreza mediante políticas sociales, como la introducción de un salario mínimo, así como combatir el creciente desempleo juvenil. El Pacto acusó al BDP de mantener una política laboral violatoria del derecho a huelga y se comprometió a establecer un Ministerio del Trabajo y tener una relación fluida con los sindicatos. Aunque fue una de las pocas veces que un acuerdo entre varios partidos opositores logró llegar a la instancia electoral, la campaña del Pacto estuvo bastante descoordinada y se caracterizó por luchas internas y ataques personales entre sus líderes, lo que dificultó sus posibilidades de plantear una competencia coherente. A esto se sumaba la ausencia del BCP, un tercer partido fuerte, que contribuyó a mantener la división de los partidos opositores.
El lema de campaña del BCP fue «Botsuana puede y debe ser mejor» y, al igual que los demás partidos, centró su discurso en la lucha contra la pobreza y fomentar la unidad nacional, criticando además las injusticias impuestas por el sistema electoral.

## Resultados electorales

### Resultado general

Resultados por circunscripción.

Las elecciones resultaron en una aplastante victoria para el gobernante Partido Democrático de Botsuana. El BDP revalidó su mayoría absoluta de dos tercios con un 51,73% del voto popular y 44 de los 57 escaños parlamentarios electos, a los cuales se sumarían otros seis miembros del Parlamento elegidos indirectamente, permitiendo una fácil reelección para el presidente Festus Mogae. Se trató del porcentaje de voto popular más bajo para el BDP en su historia en ese momento, por lo que su resultado dependió considerablemente del sistema electoral y de la división de la oposición, obteniendo un 77% de los escaños. El partido se mostró particularmente fuerte en sus principales bastiones en la región este del país, aunque también tuvo buenos resultados en el extremo sur. Su mejor resultado fue en la circunscripción oriental de Serowe North East, donde Dikgakgamatso Seretse fue reelecto con el 84,65% de los votos, mientras que su peor desempeño fue en Kgatleng East, en el centro del país, donde Isaac Jacob Davids obtuvo solo el 30,96% de los votos. En el norte, la división de los partidos opositores lo favoreció y logró ganar todas las circunscripciones, incluyendo Okavango, siendo la primera vez que el partido ganaba el escaño desde 1979, la tercera en general y la última durante la existencia de la circunscripción. Sin embargo, el BDP experimentó un visible retroceso en el centro del país, donde perdió varias circunscripciones, y en la capital, Gaborone, donde la oposición recuperó el terreno perdido en 1999.
El principal partido de la oposición, el Frente Nacional de Botsuana (BNF), encabezado por Otsweletse Moupo, mejoró ligeramente su desempeño respecto a su caída en las elecciones anteriores, pero no retornó a la fuerza previa a su división. Obtuvo el 26,06% de los votos y 12 escaños, su segundo mejor desempeño en solitario, y logró imponerse en varias de las nuevas circunscripciones del centro del país, así como triunfar en Gaborone ganando tres de las seis circunscripciones que representaban a la ciudad. Su mejor resultado fue en Gaborone West South, con Robert K. Molefhabangwe obteniendo un 55,38% de los votos, lo que fue también el mejor desempeño para cualquier candidato opositor en la jornada, mientras que su peor desempeño fue en el distrito norteño Chobe con un 6,36%, lo que de todas formas superó el piso de 5% de los votos y lo convirtió en el único partido fuera del BDP que retuvo todos sus depósitos electorales. Aunque el resultado consolidó el papel de BNF como principal fuerza de la oposición, no cumplió con las expectativas y el partido continuó mostrándose débil en el norte del país. Esto afectó particularmente a su líder, Moupo, que no logró ser electo parlamentario en Selibe Phikwe West, circunscripción urbana norteña, ubicándose en un muy débil tercer puesto y viéndose imposibilitado para asumir como líder de la Oposición en la Asamblea Nacional.
El Partido del Congreso de Botsuana (BCP), liderado por Otlaadisa Koosaletse, sufrió también varios reveses provocados por su relativa debilidad en el sur del país (donde continuó predominando el BNF). Perdió el único escaño que conservaba en el norte (Okavango) y solo pudo ganar una circunscripción, Gaborone Central, de la mano de Dumelang Saleshando (más tarde líder del partido), aunque este se impuso en una contienda muy atomizada con solo el 37,88% de los votos. El mejor resultado porcentual del partido fue en Bobirwa, donde Taolo Boipuso Lucas obtuvo el 46,87% de los votos, mientras que el peor fue el de Daniel Tlhomelang en Kanye North, con solo un 2,25%. Tal y como ocurrió con Moupo en el norte, Koosaletse tampoco consiguió ingresar al Parlamento y sufrió una derrota abrumadora en la circunscripción urbana sureña de Lobatse, obteniendo solo el 7,02% de los votos y ubicándose tercero detrás del BDP y del BNF. Siete de los cincuenta candidatos del partido recibieron menos del 5% de los votos y, en consecuencia, perdieron su depósito.
Fuera del BNF y el BCP, el desempeño de los demás partidos estuvo aún más limitado en términos regionales y étnicos, y fue mucho más marginal. El Movimiento de la Alianza de Botsuana (BAM) se benefició de su pacto preelectoral con el BNF y pudo ubicarse segundo en algunas circunscripciones, pero ninguno de sus candidatos resultó electo, sumando un 2,84% de los votos en todo el país. El Partido Popular de Botsuana (BPP), que volvía a competir en solitario y también pactó con el BNF antes de los comicios, logró el 1,91% a nivel nacional y su mejor resultado fue en Tati West y Tati East, donde se ubicó segundo. La sumatoria del Pacto obtuvo el 30,81% de los votos en todo el país. El Nuevo Frente Democrático (NDF) de Dick Bayford no cumplió sus expectativas y el propio Bayford fue el único de sus candidatos en superar el 10% de los votos, con un 17,16% en Gaborone South (la circunscripción del saliente Kenneth Koma) que ni siquiera impidieron que el BNF retuviera con éxito el escaño ante el BDP. El MELS continuó siendo el partido menos votado en todo el país y su candidato en Gaborone West North, Motlalepula Joina, fue el candidato con menos votos en todo el país con solo 19 sufragios. La división de los partidos opositores fue determinante para la desproporción del resultado y este permanece hasta la fecha como uno de los resultados más desproporcionales al voto popular en la historia electoral botsuana. Una oposición unida hubiera triunfado en 12 circunscripciones más, ganando 25 escaños y arrebatando al BDP su mayoría absoluta de dos tercios.
|  | 51.73 % |

|  | 26.06 % |

|  | 2.84 % |

|  | 1.91 % |

|  | 30.81 % |

|  | 16.62 % |

|  | 0.78 % |

|  | 0.03 % |

|  | 0.03 % |

|  | 97.89 % |

|  | 2.11 % |

|  | 100.00 % |

|  | 76.20 % |

### Resultado por circunscripción
|  | 50.90 % |

|  | 42.74 % |

|  | 6.36 % |

|  | 98.86 % |

|  | 1.14 % |

|  | 100.00 % |

|  | 76.39 % |

|  | 52.18 % |

|  | 30.77 % |

|  | 17.05 % |

|  | 98.35 % |

|  | 1.65 % |

|  | 100.00 % |

|  | 73.67 % |

|  | 55.89 % |

|  | 28.04 % |

|  | 16.07 % |

|  | 98.85 % |

|  | 1.15 % |

|  | 100.00 % |

|  | 75.26 % |

|  | 45.71 % |

|  | 33.89 % |

|  | 20.40 % |

|  | 97.70 % |

|  | 2.30 % |

|  | 100.00 % |

|  | 80.36 % |

|  | 48.03 % |

|  | 45.04 % |

|  | 6.93 % |

|  | 96.42 % |

|  | 3.58 % |

|  | 100.00 % |

|  | 83.08 % |

|  | 62.26 % |

|  | 33.90 % |

|  | 3.84 % |

|  | 98.11 % |

|  | 1.89 % |

|  | 100.00 % |

|  | 74.31 % |

|  | 57.56 % |

|  | 37.67 % |

|  | 4.77 % |

|  | 98.05 % |

|  | 1.95 % |

|  | 100.00 % |

|  | 78.16 % |

|  | 58.72 % |

|  | 25.60 % |

|  | 15.68 % |

|  | 98.25 % |

|  | 1.75 % |

|  | 100.00 % |

|  | 72.67 % |

|  | 53.64 % |

|  | 23.41 % |

|  | 22.95 % |

|  | 98.31 % |

|  | 1.69 % |

|  | 100.00 % |

|  | 70.61 % |

|  | 45.31 % |

|  | 42.28 % |

|  | 12.41 % |

|  | 98.46 % |

|  | 1.54 % |

|  | 100.00 % |

|  | 70.19 % |

|  | 64.52 % |

|  | 18.89 % |

|  | 16.58 % |

|  | 97.52 % |

|  | 2.48 % |

|  | 100.00 % |

|  | 71.05 % |

|  | 48.38 % |

|  | 36.19 % |

|  | 15.43 % |

|  | 97.66 % |

|  | 2.34 % |

|  | 100.00 % |

|  | 78.48 % |

|  | 68.02 % |

|  | 21.34 % |

|  | 10.64 % |

|  | 96.19 % |

|  | 3.81 % |

|  | 100.00 % |

|  | 73.50 % |

|  | 77.90 % |

|  | 22.10 % |

|  | 97.26 % |

|  | 2.74 % |

|  | 100.00 % |

|  | 72.01 % |

|  | 53.13 % |

|  | 46.87 % |

|  | 97.12 % |

|  | 2.88 % |

|  | 100.00 % |

|  | 76.74 % |

|  | 78.53 % |

|  | 21.47 % |

|  | 96.26 % |

|  | 3.74 % |

|  | 100.00 % |

|  | 70.53 % |

|  | 41.10 % |

|  | 38.74 % |

|  | 19.24 % |

|  | 0.92 % |

|  | 99.06 % |

|  | 0.94 % |

|  | 100.00 % |

|  | 79.74 % |

|  | 41.94 % |

|  | 37.91 % |

|  | 20.15 % |

|  | 98.97 % |

|  | 1.03 % |

|  | 100.00 % |

|  | 80.64 % |

|  | 71.22 % |

|  | 16.57 % |

|  | 12.20 % |

|  | 98.27 % |

|  | 1.73 % |

|  | 100.00 % |

|  | 72.23 % |

|  | 56.07 % |

|  | 33.42 % |

|  | 10.51 % |

|  | 98.15 % |

|  | 1.85 % |

|  | 100.00 % |

|  | 73.81 % |

|  | 63.73 % |

|  | 25.21 % |

|  | 11.06 % |

|  | 97.46 % |

|  | 2.54 % |

|  | 100.00 % |

|  | 78.65 % |

|  | 68.43 % |

|  | 31.57 % |

|  | 97.78 % |

|  | 2.22 % |

|  | 100.00 % |

|  | 76.27 % |

|  | 67.29 % |

|  | 20.62 % |

|  | 12.08 % |

|  | 98.47 % |

|  | 1.53 % |

|  | 100.00 % |

|  | 77.05 % |

|  | 60.33 % |

|  | 32.91 % |

|  | 6.76 % |

|  | 98.06 % |

|  | 1.94 % |

|  | 100.00 % |

|  | 78.08 % |

|  | 84.65 % |

|  | 8.65 % |

|  | 6.70 % |

|  | 97.25 % |

|  | 2.75 % |

|  | 100.00 % |

|  | 71.25 % |

|  | 0.00 % |

|  | 80.63 % |

|  | 13.80 % |

|  | 5.57 % |

|  | 96.36 % |

|  | 3.64 % |

|  | 100.00 % |

|  | 75.44 % |

|  | 55.40 % |

|  | 37.04 % |

|  | 7.56 % |

|  | 97.05 % |

|  | 2.95 % |

|  | 100.00 % |

|  | 77.21 % |

|  | 58.49 % |

|  | 23.92 % |

|  | 17.58 % |

|  | 95.54 % |

|  | 4.46 % |

|  | 100.00 % |

|  | 68.26 % |

|  | 43.87 % |

|  | 30.96 % |

|  | 25.17 % |

|  | 97.28 % |

|  | 2.72 % |

|  | 100.00 % |

|  | 78.80 % |

|  | 58.49 % |

|  | 23.92 % |

|  | 17.58 % |

|  | 2.60 % |

|  | 97.89 % |

|  | 2.11 % |

|  | 100.00 % |

|  | 79.67 % |

|  | 37.88 % |

|  | 36.73 % |

|  | 24.27 % |

|  | 1.13 % |

|  | 99.66 % |

|  | 0.34 % |

|  | 100.00 % |

|  | 76.21 % |

|  | 39.79 % |

|  | 32.57 % |

|  | 25.14 % |

|  | 2.50 % |

|  | 99.66 % |

|  | 0.34 % |

|  | 100.00 % |

|  | 76.21 % |

|  | 42.76 % |

|  | 35.09 % |

|  | 17.16 % |

|  | 4.75 % |

|  | 0.25 % |

|  | 99.02 % |

|  | 0.98 % |

|  | 100.00 % |

|  | 74.11 % |

|  | 45.08 % |

|  | 37.97 % |

|  | 14.67 % |

|  | 2.06 % |

|  | 0.22 % |

|  | 99.33 % |

|  | 0.67 % |

|  | 100.00 % |

|  | 75.46 % |

|  | 55.38 % |

|  | 33.02 % |

|  | 10.92 % |

|  | 0.67 % |

|  | 99.60 % |

|  | 0.40 % |

|  | 100.00 % |

|  | 77.31 % |

|  | 49.02 % |

|  | 37.34 % |

|  | 13.64 % |

|  | 99.03 % |

|  | 0.97 % |

|  | 100.00 % |

|  | 80.28 % |

|  | 41.27 % |

|  | 29.82 % |

|  | 28.91 % |

|  | 98.06 % |

|  | 1.94 % |

|  | 100.00 % |

|  | 80.99 % |

|  | 39.25 % |

|  | 34.89 % |

|  | 25.42 % |

|  | 0.45 % |

|  | 98.92 % |

|  | 1.08 % |

|  | 100.00 % |

|  | 71.91 % |

|  | 52.71 % |

|  | 30.36 % |

|  | 16.93 % |

|  | 98.15 % |

|  | 1.85 % |

|  | 100.00 % |

|  | 74.85 % |

|  | 49.23 % |

|  | 37.53 % |

|  | 13.24 % |

|  | 97.79 % |

|  | 2.21 % |

|  | 100.00 % |

|  | 77.73 % |

|  | 52.77 % |

|  | 47.23 % |

|  | 97.73 % |

|  | 2.27 % |

|  | 100.00 % |

|  | 79.87 % |

|  | 69.18 % |

|  | 28.02 % |

|  | 2.80 % |

|  | 98.20 % |

|  | 1.80 % |

|  | 100.00 % |

|  | 75.22 % |

|  | 58.69 % |

|  | 23.80 % |

|  | 16.75 % |

|  | 0.76 % |

|  | 99.24 % |

|  | 0.76 % |

|  | 100.00 % |

|  | 75.75 % |

|  | 48.71 % |

|  | 47.75 % |

|  | 3.54 % |

|  | 96.51 % |

|  | 3.49 % |

|  | 100.00 % |

|  | 80.21 % |

|  | 53.09 % |

|  | 46.91 % |

|  | 98.61 % |

|  | 1.39 % |

|  | 100.00 % |

|  | 81.02 % |

|  | 50.04 % |

|  | 36.81 % |

|  | 7.02 % |

|  | 5.59 % |

|  | 0.54 % |

|  | 98.67 % |

|  | 1.33 % |

|  | 100.00 % |

|  | 76.85 % |

|  | 55.22 % |

|  | 30.48 % |

|  | 11.82 % |

|  | 2.48 % |

|  | 94.98 % |

|  | 5.02 % |

|  | 100.00 % |

|  | 79.40 % |

|  | 48.70 % |

|  | 41.11 % |

|  | 6.89 % |

|  | 3.31 % |

|  | 97.56 % |

|  | 2.44 % |

|  | 100.00 % |

|  | 80.17 % |

|  | 52.46 % |

|  | 45.29 % |

|  | 2.25 % |

|  | 98.18 % |

|  | 1.82 % |

|  | 100.00 % |

|  | 81.03 % |

|  | 52.99 % |

|  | 36.70 % |

|  | 6.02 % |

|  | 4.29 % |

|  | 98.25 % |

|  | 1.75 % |

|  | 100.00 % |

|  | 77.70 % |

|  | 66.81 % |

|  | 17.79 % |

|  | 15.40 % |

|  | 97.68 % |

|  | 2.32 % |

|  | 100.00 % |

|  | 78.12 % |

|  | 54.12 % |

|  | 43.00 % |

|  | 2.88 % |

|  | 97.97 % |

|  | 2.03 % |

|  | 100.00 % |

|  | 79.88 % |

|  | 49.31 % |

|  | 48.22 % |

|  | 2.46 % |

|  | 97.41 % |

|  | 2.59 % |

|  | 100.00 % |

|  | 75.57 % |

|  | 56.41 % |

|  | 43.59 % |

|  | 98.36 % |

|  | 1.64 % |

|  | 100.00 % |

|  | 85.63 % |

|  | 53.51 % |

|  | 38.80 % |

|  | 7.68 % |

|  | 95.06 % |

|  | 4.94 % |

|  | 100.00 % |

|  | 76.59 % |

|  | 50.65 % |

|  | 40.54 % |

|  | 8.81 % |

|  | 97.47 % |

|  | 2.53 % |

|  | 100.00 % |

|  | 84.74 % |